# David Morris
David Morris, född den 31 augusti 1984 i Melbourne, Australien, är en australisk freestyleåkare.
Han tog OS-silver i herrarnas hopp i samband med de olympiska freestyletävlingarna 2014 i Sotji.